# Leucophenga trisphenata
Leucophenga trisphenata är en tvåvingeart som beskrevs av Wheeler 1952. Leucophenga trisphenata ingår i släktet Leucophenga och familjen daggflugor. Inga underarter finns listade i Catalogue of Life.